# Stenotus
Stenotus is een geslacht van wantsen uit de familie blindwantsen. Het geslacht werd voor het eerst wetenschappelijk beschreven door Alexander Iwanowitsch Jakowlew in 1877.

## Soorten
Het genus bevat de volgende soorten:

- Stenotus acaulis (Nutt.) Nutt.
- Stenotus affinis Poppius, 1912
- Stenotus armerioides Nutt.
- Stenotus aureus Linnavuori, 1975
- Stenotus binotatus (Fabricius, 1794)
- Stenotus bipunctatus Poppius, 1911
- Stenotus bipuncticollis (Reuter, 1907)
- Stenotus bivittatus Poppius, 1915
- Stenotus brauni Poppius, 1912
- Stenotus brevicollis Poppius, 1915
- Stenotus brevior Poppius, 1910
- Stenotus capensis Poppius, 1912
- Stenotus caucasicus Akramovskaya and Kerzhner, 1978
- Stenotus chryseis Linnavuori, 1974
- Stenotus clypealis Poppius, 1915
- Stenotus conspicatus (Distant, 1909)
- Stenotus distinctus Reuter, 1905
- Stenotus elegans Poppius, 1912
- Stenotus fasciaticollis Reuter, 1905
- Stenotus fulvus Poppius, 1912
- Stenotus gestroi Poppius, 1912
- Stenotus hathor (Kirkaldy, 1902)
- Stenotus insularis Poppius, 1915
- Stenotus klepsydra Linnavuori, 1974
- Stenotus lanuginosus (A. Gray) Greene
- Stenotus lindiensis Poppius, 1912
- Stenotus lineaticollis Poppius, 1914
- Stenotus longiceps Poppius, 1915
- Stenotus longipennis Reuter, 1905
- Stenotus longulus Poppius, 1912
- Stenotus marginatus Poppius, 1914
- Stenotus niger Poppius, 1914
- Stenotus nigroquadristriatus (Kirkaldy, 1902)
- Stenotus pallidus (Reuter, 1904)
- Stenotus proitos Linnavuori, 1974
- Stenotus psole (Kirkaldy, 1902)
- Stenotus pulcher Poppius, 1912
- Stenotus pulvinatus (R. Moran) G. L. Nesom
- Stenotus pusillus Carvalho, Dutra, and Becker, 1960
- Stenotus pygmaeus Poppius, 1915
- Stenotus pylaon (Kirkaldy, 1902)
- Stenotus ruber Poppius, 1912
- Stenotus rubricatum (Distant, 1904)
- Stenotus rubripedes Carvalho, 1953
- Stenotus rubrovittatus (Matsumura, 1913)
- Stenotus rufescens Poppius, 1910
- Stenotus rufoplagiatus (Reuter, 1905)
- Stenotus sandaracatus (Distant, 1904)
- Stenotus sanguineonotatus (Reuter, 1905)
- Stenotus stramineus Poppius, 1915
- Stenotus subglaucus (Wagner, 1974)
- Stenotus tesquorum Akramovskaya and Kerzhner, 1978
- Stenotus transvaalensis (Distant, 1904)
- Stenotus typicus (Distant, 1904)
- Stenotus viridis (Shiraki, 1913)
- Stenotus vitticollis Reuter, 1907
- Stenotus yunnananus Zheng, 2004